# Araeoncus caucasicus
Araeoncus caucasicus là một loài nhện trong họ Linyphiidae.
Loài này thuộc chi Araeoncus. Araeoncus caucasicus được Andrei V. Tanasevitch miêu tả năm 1987.